# Bjarkeyjar-wetten
De Bjarkeyjar-wetten (Oudzweeds: biærköa rætter, Oud-IJslands: bjarkeyjar-rettr, Noors: bjarkøretten, Deens: bjærkeret, birkeret) waren de wetten en privileges van middeleeuwse Scandinavische handelssteden.
In Noorwegen besloegen de Bjarkeyjar-wetten alle handelssteden en andere plaatsen die met handel in aanraking kwamen, zoals vissersdorpen en marktplaatsen. Er waren een vroege en een late versie van de Bjarkeyar-wetten. Van de vroege resteren slechts fragmenten met betrekking tot de handelsstad Nidaros. Het werd opgenomen in de herziene wet van Magnus VI van Noorwegen (1238-1280).
De latere versie van de Bjarkeyjar-wet werd in de eerste plaats gemaakt voor de handelsstad Bergen en alleen de meest noodzakelijke wijzigingen werden gemaakt voor andere handelssteden. De nog bestaande manuscripten stemmen daar zeer mee overeen, ook als ze expliciet betrekking hebben op andere handelssteden. De late wet werd goedgekeurd op een ting in Bergen in 1276, en is verdeeld in negen secties, waarvan de laatste, de Farmannalög een soort zeerecht is.
In Zweden is het de oudste geschreven wet voor een stad. De wet is waarschijnlijk opgeschreven in de late 13e eeuw of de vroege 14e eeuw, beïnvloed door de herziening van de Wet van Uppland. Het oudste manuscript van de wet is van circa 1345. De wet is gemaakt voor de jonge stad Stockholm en haar gebruiken, maar werd ook gebruikt in Lödöse en waarschijnlijk nog een aantal andere steden. Geen enkele stad was toegestaan om de wet te gebruiken zonder de formele toestemming van de Zweedse koning. Het gebruik van de wet had wijder verbreid kunnen worden als het niet opgevolgd was door de nieuwe stadswet van koning Magnus Eriksson (1316–1377). Voor Magnus Erikssons wet werd echter een lange tijd de term Bjarkeyar-wetten gebruikt.
Sommige Zweedse geleerden hebben gesuggereerd dat de wetten aanzienlijk ouder zouden zijn. Zo stelt Hadorph dat ze al in 832 werd gecreëerd door koning Björn op Hauge voor de handelsstad Birka.